# Список глав правительства Боснии и Герцеговины
Список глав правительства Боснии и Герцеговины включает руководителей правительств Боснии и Герцеговины, в том числе территориальные правительства 1918—1919 годов() и 1919—1923 годов(), а также правительства, созданные национальными общинами в период межэтнического конфликта в 1991—1996 годах(), и правительства составляющих современное государство энтитетов(), независимо от исторического наименования должности руководителя правительства и степени независимости государства в этот период.
В настоящее время Совет министров Боснии и Герцеговины (босн. и хорв. Vijeće ministara Bosne i Hercegovine, серб. Савјет министара Босне и Херцеговине) является правительством Боснии и Герцеговины, состоящей из Федерации Боснии и Герцеговины и Республики Сербской (двух энтитетов), а также находящегося под международным надзором округа Брчко. Согласно конституции, принятой в виде приложения к Дейтонским соглашениям, Совет министров возглавляет председатель (босн. и хорв. Predsjedavajući Vijeća ministara, серб. Предсједавајући Савјета министара), который назначается Президиумом Боснии и Герцеговины. Его назначение подлежит одобрению Палатой представителей Парламентской скупщины Боснии и Герцеговины, после чего председатель назначает других министров Совета.
Использованная в первом столбце таблиц нумерация является условной (с применением дополнительных буквенных индексов в таблицах, посвящённых правительствам национальных хорватских, сербских и бошнякских государственных образований периода межэтнического конфликта и современных энтитетов); также условным является использование в первом столбце цветовой заливки, служащей для упрощения восприятия принадлежности лиц к различным политическим силам без необходимости обращения к столбцу, отражающему партийную принадлежность. Наряду с партийной принадлежностью, в столбце «Партия» также отражён внепартийный (независимый) статус персоналий. В столбце «Выборы» отражены состоявшиеся выборные процедуры; в случае, если глава правительства получил полномочия без таковых, столбец не заполняется. Для удобства список разделён на принятые в историографии периоды истории страны. Приведённые в преамбулах к каждому из разделов описания этих периодов призваны пояснить особенности политической жизни. До признания отдельных языковых норм хорватского, сербского и боснийского языков имена персон приведены на сербохорватском языке, затем — на этих языках (на всех, либо на отдельных, в соответствии с титульными нациями государственных образований), на гаевице или вуковице по преимущественному использованию этих алфавитов в языках.

## Народное правительство Боснии и Герцеговины (1918—1919)
Государство Словенцев, Хорватов и Сербов (сербохорв. Država Slovenaca, Hrvata i Srba; Држава Словенаца, Хрвата и Срба, словен. Država Slovencev, Hrvatov in Srbov) объединило в ходе распада Австро-Венгрии входившие в состав империи южно-славянские земли (Королевство Хорватия и Славония, Королевство Далмация, Босния и Герцеговина, Крайна). Было провозглашено 29 октября 1918 года Народным вече словенцев, хорватов и сербов (сербохорв. Narodno vijeće Slovenaca, Hrvata i Srba / Народно вијеће Словенаца, Хрвата и Срба, словен. Narodni svet Slovencev, Hrvatov in Srbov), представительным органом южно-славянских народов Австро-Венгрии, образованным 5 октября 1918 года в Загребе и сыгравшим важнейшую роль в образовании независимого южно-славянского государства. 19 октября 1918 года Вече отклонило манифест императора Карла I (предлагавший федерализацию империи), и объявило, что является единственным органом, отвечающим за политику национального государства южных славян. 20 октября 1918 года было сформировано Народное вече Боснии и Герцеговины (сербохорв. Narodno vijeće Bosne i Hercegovine / Народно вијеће Босне и Херцеговине), в котором приняли участие представители сербов, хорватов и босняков. 1 ноября 1918 года Народное вече словенцев, хорватов и сербов, по предложению Главного комитета Народного веча Боснии и Герцеговины, назначило Народное правительство Боснии и Герцеговины (сербохорв. Narodna vlada Bosne i Hercegovine / Народна влада Босне и Херцеговине), в которое вошли 10 членов (президент и 5 министров были сербами, 3 — хорватами и 1 — босняком), продолжавшее функционировать до формирования 1 февраля 1919 года провинциального правительства Боснии и Герцеговины в составе созданного 19 декабря 1918 года Королевства Сербов, Хорватов и Словенцев (провозглашено 1 декабря 1918 года, с 1929 года — Королевство Югославия). Его президентом (сербохорв. predsjednik / предсjедник) стал Атанасие Шола.
|        | Портрет | Имя (годы жизни)                                                     | Полномочия    | Полномочия     | Партия      | Кабинет  | Пр.   |
| Начало | Портрет | Имя (годы жизни)                                                     | Окончание     |                | Партия      | Кабинет  | Пр.   |
| ------ | ------- | -------------------------------------------------------------------- | ------------- | -------------- | ----------- | -------- | ----- |
| 1 (I)  |         | Атанасие Шола (1878–1955) сербохорв. Атанасије Шола / Atanasije Šola | 1 ноября 1918 | 31 января 1919 | независимый | Шола (I) | [ 6 ] |

## Провинция Босния и Герцеговина в Королевстве Сербов, Хорватов и Словенцев (1919—1922)
Провозглашённое 19 декабря 1918 года Королевство Сербов, Хорватов и Словенцев (с 1929 года — Королевство Югославия) территориально было разделено на соответствовавшие историческим областям провинции (сербохорв. pokrajine / покрајина), включая провинцию Босния и Герцеговина (сербохорв. Pokrajina Bosna i Hercegovina / Покрајина Босна и Херцеговина) с центром в Сараево.
В отличие от территорий, входивших ранее в Королевство Сербия, она управлялась провинциальным правительством (сербохорв. Zemeljska vlada / Земаљска влада), в которое 1 февраля 1919 года было преобразовано Народное правительство во главе с Атанасие Шолой, и которое имело обширные полномочия по внутренним вопросам.
11 июля 1921 года было создано возглавляемое королевским наместником провинциальное управление (сербохорв. Pokraјinska uprava / Покрајинска управа), однако правительство провинции, которое одновременно с этим возглавил Милан Сршкич продолжило работу, постепенно утрачивая свои полномочия. 25 февраля 1924 года провинциальное управление было расформировано.
|        | Портрет | Имя (годы жизни)                                                     | Полномочия     | Полномочия      | Партия      | Кабинет   | Пр.           |
| Начало | Портрет | Имя (годы жизни)                                                     | Окончание      |                 | Партия      | Кабинет   | Пр.           |
| ------ | ------- | -------------------------------------------------------------------- | -------------- | --------------- | ----------- | --------- | ------------- |
| 1 (II) |         | Атанасие Шола (1878–1955) сербохорв. Атанасије Шола / Atanasije Šola | 1 февраля 1919 | 11 июля 1921    | независимый | Шола (II) | [ 6 ]         |
| 2      |         | Милан Сршкич (1880–1937) сербохорв. Милан Сршкић / Milan Srškić      | 11 июля 1921   | 26 августа 1922 | независимый | Сршкич    | [ 10 ] [ 11 ] |

## Правительство ЗАВНОБиГ (1943—1945)
Земельное антифашистское вече народного освобождения Боснии и Герцеговины (сербохорв. Земаљско антифашистичко вијеће народног ослобођења Босне и Херцеговине / Zemaljsko antifašističko vijeće narodnog oslobođenja Bosne i Hercegovine), сокращённо ЗАВНОБиГ, первое пленарное заседание которого состоялось 25 ноября 1943 года в Мрконич-Граде, провозгласило себя верховным, законодательным, представительским и исполнительным органом государственной власти Боснии и Герцеговины. В конце заседания был избран Президиум ЗАВНОБиГ с функциями правительства, под председательством Воислава Кецмановича.
|        | Портрет | Имя (годы жизни)                                                                    | Полномочия     | Полномочия     | Партия                                       | Пр.    |
| Начало | Портрет | Имя (годы жизни)                                                                    | Окончание      |                | Партия                                       | Пр.    |
| ------ | ------- | ----------------------------------------------------------------------------------- | -------------- | -------------- | -------------------------------------------- | ------ |
| 3      |         | Воислав Кецманович (1881—1961) сербохорв. Војислав Кецмановић / Vojislav Kecmanović | 25 ноября 1943 | 26 апреля 1945 | Коммунистическая партия Боснии и Герцеговины | [ 14 ] |

## В составе Демократической Федеративной Югославии (1945)
29 ноября 1943 года в боснийском городе Яйце на второй сессии Антифашистского вече народного освобождения Югославии (АВНОЮ) было принято решение о строительстве после окончания Второй мировой войны демократического федеративного государства югославских народов под руководством Коммунистической партии Югославии. Были заложены основы федеративного устройства страны из 6 частей (Сербия, Хорватия, Босния и Герцеговина, Словения, Македония и Черногория).
7 марта 1945 года в Белграде было сформировано получившее международное признание временное правительство Демократической Федеративной Югославии во главе с Иосипом Броз Тито, в которое вошли и министры по делам каждого из составивших федерацию федеральных государств. Вскоре были сформированы правительства каждого из федеральных государств (9 апреля — Сербии, 14 апреля — Хорватии, 16 апреля — Македонии, 17 апреля — Черногории, 27 апреля — Боснии и Герцеговины, и 5 мая — Словении). На третьем заседании Земельного антифашистского вече народного освобождения Боснии и Герцеговины (ЗАВНОБиГ) 26 апреля 1945 года в Сараево ЗАВНОБиГ было преобразовано в Народную скупщину (парламент) Боснии и Герцеговины.
29 ноября 1945 года Учредительная скупщина Югославии окончательно ликвидировала монархию и провозгласила Федеративную Народную Республику Югославия, с преобразованием федеральных государств в народные республики, в числе которых была и Народная Республика Босния и Герцеговина. Официально это название было принято 2 декабря 1945 года.
|        | Портрет        | Имя (годы жизни)                                                                | Полномочия     | Полномочия                                                              | Партия                                       | Должность | Кабинет | Пр.    |
| Начало | Портрет        | Имя (годы жизни)                                                                | Окончание      |                                                                         | Партия                                       | Должность | Кабинет | Пр.    |
| ------ | -------------- | ------------------------------------------------------------------------------- | -------------- | ----------------------------------------------------------------------- | -------------------------------------------- | --- | --- | ------ |
| —      |                | Родолюб Чолакович (1900—1983) сербохорв. Родољуб Чолаковић / Rodoljub Čolaković | 7 марта 1945   | 26 апреля 1945                                                          | Коммунистическая партия Боснии и Герцеговины | министр Боснии и Герцеговины (во временном правительстве ДФЮ) сербохорв. ministar za Bosnu i Hercegovinu / министар за Босну и Херцеговину | министр Боснии и Герцеговины (во временном правительстве ДФЮ) сербохорв. ministar za Bosnu i Hercegovinu / министар за Босну и Херцеговину | [ 20 ] |
| 4 (I)  | 27 апреля 1945 | Родолюб Чолакович (1900—1983) сербохорв. Родољуб Чолаковић / Rodoljub Čolaković | 2 декабря 1945 | президент правительства сербохорв. predsjednik vlade / председник владе | Коммунистическая партия Боснии и Герцеговины | Чолакович (I) | | [ 20 ] |

## В составе ФНРЮ (1945—1963)
После провозглашения 29 ноября 1945 года Учредительной скупщиной Федеративной Народной Республики Югославия входившие в состав Демократической Федеративной Югославии государства были преобразованы в народные республики, в числе которых была и Народная Республика Босния и Герцеговина (сербохорв. Народна Република Босна и Херцеговина / Narodna Republika Bosna i Hercegovina). Официально это название было принято 2 декабря 1945 года.
До марта 1953 года главой правительства народной республики был президент правительства (сербохорв. Председник владе / Predsjednik vlade), позже правительство получило название Исполнительное вече Народной скупщины Народной Республики Боснии и Герцеговины (сербохорв. Извршно веће Народне скупштине Народне Републике Босне и Херцеговине / Izvršno veće Narodne skupštine Narodne Republike Bosne i Hercegovine), а его руководитель — президент Исполнительного веча  (сербохорв. Председник Извршног већа / Predsjednik Izvršnog veća). В 1961 году мусульманам (ныне босняки) был предоставлен статус нации (наравне с сербами и хорватами).
|          | Портрет         | Имя (годы жизни)                                                                | Полномочия     | Полномочия      | Партия                                                                               | Кабинет       | Пр.    |
| Начало   | Портрет         | Имя (годы жизни)                                                                | Окончание      |                 | Партия                                                                               | Кабинет       | Пр.    |
| -------- | --------------- | ------------------------------------------------------------------------------- | -------------- | --------------- | ------------------------------------------------------------------------------------ | ------------- | ------ |
| 4 (I—II) |                 | Родолюб Чолакович (1900—1983) сербохорв. Родољуб Чолаковић / Rodoljub Čolaković | 2 декабря 1945 | 14 февраля 1946 | Коммунистическая партия Боснии и Герцеговины                                         | Чолакович (I) | [ 20 ] |
| 4 (I—II) | 14 февраля 1946 | Родолюб Чолакович (1900—1983) сербохорв. Родољуб Чолаковић / Rodoljub Čolaković | сентябрь 1948  | Чолакович (II)  | Коммунистическая партия Боснии и Герцеговины                                         |               | [ 20 ] |
| 5        |                 | Джюро Пуцар (1899—1979) сербохорв. Ђуро Пуцар / Đuro Pucar                      | сентябрь 1948  | декабрь 1953    | Коммунистическая партия Боснии и Герцеговины → Союз коммунистов Боснии и Герцеговины | Пуцар         | [ 22 ] |
| 6        |                 | Авдо Хумо (1914—1983) сербохорв. Авдо Хумо / Avdo Humo                          | декабрь 1953   | 1956            | Союз коммунистов Боснии и Герцеговины                                                | Хумо          | [ 20 ] |
| 7        |                 | Осман Карабегович (1911—1996) сербохорв. Осман Карабеговић / Osman Karabegović  | 1956           | 1963            | Союз коммунистов Боснии и Герцеговины                                                | Карабегович   | [ 20 ] |

## В составе СФРЮ (1963—1992)
Вступившая в силу 7 апреля 1963 года новая конституция Югославии провозгласила страну социалистическим государством, в соответствии с чем её название было изменено на Социалистическая Федеративная Республика Югославия, а входившие в её состав республики получили название социалистических, включая Социалистическую Республику Босния и Герцеговина (сербохорв. Социјалистичка Република Босна и Херцеговина / Socijalistička Republika Bosna i Hercegovina). По новой республиканской Конституции, правительство получило название Исполнительное вече Скупщины Социалистической Республики Боснии и Герцеговины (сербохорв. Извршно веће Скупштине Народне Републике Босне и Херцеговине / Izvršno veće Skupštine Narodne Republike Bosne i Hercegovine), название должности его руководителя было сохранено — президент Исполнительного веча (сербохорв. Председник Извршног већа / Predsjednik Izvršnog veća).
18 ноября 1990 года в Боснии и Герцеговине состоялись первые многопартийные выборы. Глава сформированного по их итогам правительства стал именоваться президент Правительства (сербохорв. предсједник Владе Републике Босна и Херцеговина / predsjednik Vlade Republike Bosna i Hercegovina).
15 октября 1991 года мусульманские и хорватские депутаты Народной скупщины простым большинством голосов приняли «Меморандум о суверенитете Боснии и Герцеговины» (при необходимости квалифицированного, в 2/3 голосов, большинства по конституционным вопросам). В последующем это привело к провозглашению сербского и хорватского государственных образований, и межэтнической войне в Боснии и Герцеговине. Непосредственным последствием стало проведение 29 февраля и 1 марта 1992 года прошедшего без участия сербов референдума, принёсшего победу сторонникам независимости республики, после чего 3 марта 1992 года была провозглашена независимость Республики Босния и Герцеговина (сербохорв. и босн. Република Босна и Херцеговина / Republika Bosna i Hercegovina), признанная 6 апреля 1992 года Европейским экономическим сообществом и США.
|        | Портрет | Имя (годы жизни)                                                            | Полномочия      | Полномочия      | Партия                                                      | Кабинет    | Выборы      | Пр.           |
| Начало | Портрет | Имя (годы жизни)                                                            | Окончание       |                 | Партия                                                      | Кабинет    | Выборы      | Пр.           |
| ------ | ------- | --------------------------------------------------------------------------- | --------------- | --------------- | ----------------------------------------------------------- | ---------- | ----------- | ------------- |
| 8      |         | Хасан Бркич (1913—1965) сербохорв. Хасан Бркић / Hasan Brkić                | 1963            | 14 июня 1965    | Союз коммунистов Боснии и Герцеговины                       | Бркич      | [ комм. 6 ] | [ 20 ] [ 25 ] |
| 9      |         | Руди Колак (1918—2004) сербохорв. Руди Колак / Rudi Kolak                   | 14 июня 1965    | 1967            | Союз коммунистов Боснии и Герцеговины                       | Колак      | [ комм. 6 ] | [ 26 ]        |
| 10     |         | Бранко Микулич (1928—1994) сербохорв. Бранко Микулић / Branko Mikulić       | 1967            | 1969            | Союз коммунистов Боснии и Герцеговины                       | Микулич    | [ комм. 6 ] | [ 27 ] [ 28 ] |
| 11     |         | Драгутин Косовац (1924—2012) сербохорв. Драгутин Косовац / Dragutin Kosovac | 1969            | апрель 1974     | Союз коммунистов Боснии и Герцеговины                       | Косовац    | [ комм. 6 ] | [ 29 ] [ 30 ] |
| 12     |         | Миланко Реновица (1928—2013) сербохорв. Миланко Реновица / Milanko Renovica | апрель 1974     | 28 апреля 1982  | Союз коммунистов Боснии и Герцеговины                       | Реновица   | [ комм. 6 ] | [ 31 ] [ 32 ] |
| 13     |         | Сеид Маглайлия (1940—2019) сербохорв. Сеид Маглајлија / Seid Maglajlija     | 28 апреля 1982  | 28 апреля 1984  | Союз коммунистов Боснии и Герцеговины                       | Маглайлия  | [ комм. 6 ] |               |
| 14     |         | Гойко Убипарип (1927—2000) сербохорв. Гојко Убипарип / Gojko Ubiparip       | 28 апреля 1984  | апрель 1986     | Союз коммунистов Боснии и Герцеговины                       | Убипарип   | [ комм. 6 ] |               |
| 15     |         | Йосип Ловренович (1929—2005) сербохорв. Јосип Ловреновић / Josip Lovrenović | апрель 1986     | апрель 1988     | Союз коммунистов Боснии и Герцеговины                       | Ловренович | [ комм. 6 ] |               |
| 16     |         | Марко Черанич (?—?) сербохорв. Марко Ћеранић / Marko Ćeranić                | апрель 1988     | 20 декабря 1990 | Союз коммунистов Боснии и Герцеговины                       | Черанич    | [ комм. 6 ] |               |
| 17     |         | Юре Пеливан (1928—2014) сербохорв. Јуре Пеливан / Jure Pelivan              | 20 декабря 1990 | 3 марта 1992    | Хорватское демократическое содружество Боснии и Герцеговины | Пеливан    | 1990        | [ 33 ]        |

## Распад Боснии и Герцеговины (1991—1996)
15 октября 1991 года мусульманские и хорватские депутаты Народной скупщины простым большинством голосов приняли «Меморандум о суверенитете Боснии и Герцеговины» (при необходимости квалифицированного, в 2/3 голосов, большинства по конституционным вопросам). В ответ сербские депутаты объявили о бойкоте парламента, а 24 октября 1991 года была созвана Скупщина сербского народа в Боснии и Герцеговине (серб. Скупштина српског народа у Босни и Херцеговини), принявшая решение, «что сербский народ остаётся в совместном государстве Югославии с Сербией, Черногорией, Краиной, Славонией, Бараньей и Западным Сремом», подтверждённое проведённым 9 ноября 1991 года в сербских общинах референдумом. 9 января 1992 года была провозглашена Республика Сербского Народа Боснии и Герцеговины (серб. Република српског народа Босне и Херцеговине), 7 апреля 1992 года объявившая о независимости («от Боснии и Герцеговины, но не от Югославии»), а 12 августа 1992 года переименованная в Республику Сербскую (серб. Република Српска). 29 февраля и 1 марта 1992 года боснийский парламент организовал референдум, принёсший победу сторонникам независимости, после чего 3 марта 1992 года была провозглашена независимость Республики Босния и Герцеговина (босн. , серб. и хорв. Република Босна и Херцеговина / Republika Bosna i Hercegovina), признанная 6 апреля 1992 года Европейским экономическим сообществом и США.
18 ноября 1991 года партия Хорватское демократическое содружество Боснии и Герцеговины провозгласила Хорватское содружество Герцег-Босна (хорв. Hrvatske zajednice Herceg-Bosne) как отдельную «политическую, культурную, экономическую и территориальную целостность». 8 апреля 1992 года был создан Хорватский совет обороны (хорв. Hrvatsko Vijeće Obrane), исполнительный и военный орган Содружества, а 28 августа 1993 года — провозглашена Хорватская Республика Герцег-Босна (хорв. Hrvatska Republika Herceg-Bosna).
Распад Боснии и Герцеговины стал причиной межэтнического конфликта первоначально с участием преимущественно мусульманской Армии Республики Босния и Герцеговина, Хорватского совета обороны и Вооружённых сил Республики Сербской, но вскоре вовлёкшего в себя соседние Сербию и Хорватию, а затем и международные силы.
18 марта 1994 года в соответствии с Вашингтонским соглашением была образована Федерация Боснии и Герцеговины, объединившая территории, удерживаемые хорватскими и боснийскими военными формированиями. Подписанные 14 декабря 1995 года в Париже Дейтонские соглашения остановили войну и стали началом интеграции Республики Сербской в Боснию и Герцеговину.

### Республика Босния и Герцеговина (1992—1996)
29 февраля и 1 марта 1992 года боснийский парламент организовал референдум, принёсший победу сторонникам независимости, после чего 3 марта 1992 года была провозглашена независимость Республики Боснии и Герцеговины (сербохорв. и босн. Република Босна и Херцеговина / Republika Bosna i Hercegovina), признанная 6 апреля 1992 года Европейским экономическим сообществом и США. На протяжении последовавшей вскоре войны в Боснии и Герцеговине республика оставалась единственной обладавшей международным признанием, а её правительство во главе с президентом правительства (сербохорв. и босн. Председник Владе Републике Босна и Херцеговина / Predsednik Vlade Republike Bosna i Hercegovina), являлось единственно легитимным на международной арене.
5 октября 1996 года Республика Босния и Герцеговина трансформировалась в состоящую из двух энтитетов квази-федеративную Боснию и Герцеговину.
|        | Портрет | Имя (годы жизни)                                                                 | Полномочия      | Полномочия      | Партия                                                      | Кабинет   | Пр.    |
| Начало | Портрет | Имя (годы жизни)                                                                 | Окончание       |                 | Партия                                                      | Кабинет   | Пр.    |
| ------ | ------- | -------------------------------------------------------------------------------- | --------------- | --------------- | ----------------------------------------------------------- | --------- | ------ |
| (17)   |         | Юре Пеливан (1928—2014) босн. и хорв. Jure Pelivan, серб. Јуре Пеливан           | 3 марта 1992    | 9 ноября 1992   | Хорватское демократическое содружество Боснии и Герцеговины | Пеливан   | [ 33 ] |
| 18     |         | Миле Акмаджич (1939—) босн. и хорв. Mile Akmadžić, серб. Миле Акмаџић            | 9 ноября 1992   | 25 октября 1993 | Хорватское демократическое содружество Боснии и Герцеговины | Акмаджич  |        |
| 19 (I) |         | Харис Силайджич (1945—) босн. и хорв. Haris Silajdžić, серб. Харис Силаjџић      | 25 октября 1993 | 30 января 1996  | Партия демократического действия                            | Силайджич | [ 44 ] |
| 20     |         | Хасан Муратович (1940—2020) босн. и хорв. Hasan Muratović, серб. Хасан Муратовић | 30 января 1996  | 5 октября 1996  | независимый                                                 | Муратович | [ 45 ] |

### Сербская государственность в Боснии и Герцеговине (1991—1996)
После того, как 15 октября 1991 года мусульманские и хорватские депутаты Народной скупщины приняли «Меморандум о суверенитете Боснии и Герцеговины», сербские депутаты объявили о бойкоте парламента, а 24 октября 1991 года была созвана Скупщина сербского народа в Боснии и Герцеговине (серб. Скупштина српског народа у Босни и Херцеговини), принявшая решение, «что сербский народ остаётся в совместном государстве Югославии с Сербией, Черногорией, Краиной, Славонией, Бараньей и Западным Сремом». 9 ноября 1991 года это решение было подтверждено проведённым в сербских общинах референдумом сербского народа в Боснии и Герцеговине. 21 декабря 1991 года в формирующейся сербской государственности был образован Совет министров во главе с его президентом (серб. Председник министарског вијећа).
31 марта 2007 года Конституционный суд Боснии и Герцеговины постановил не соответствующим конституции использование герба Республики Сербской, представлявшего собой красный щит с золотой королевской короной над серебряным двуглавым орлом с сербским крестом на груди.
|        | Портрет | Имя (годы жизни)                              | Полномочия      | Полномочия    | Партия                          | Кабинет            | Пр.    |
| Начало | Портрет | Имя (годы жизни)                              | Окончание       |               | Партия                          | Кабинет            | Пр.    |
| ------ | ------- | --------------------------------------------- | --------------- | ------------- | ------------------------------- | ------------------ | ------ |
| С1     |         | Миодраг Симович (1952—) серб. Миодраг Симовић | 21 декабря 1991 | 9 января 1992 | Сербская демократическая партия | Министерский совет | [ 47 ] |

#### Республика Сербского Народа Боснии и Герцеговины (1992)
9 января 1992 года была провозглашена Республика Сербского Народа Боснии и Герцеговины (серб. Република српског народа Босне и Херцеговине), 7 апреля 1992 года объявившая о независимости («от Боснии и Герцеговины, но не от Югославии»). После принятия 28 февраля 1992 года конституции республики, 22 апреля 1992 года было образовано правительство во главе с его президентом (серб. Председник Владе). До этого продолжал работу созданный боснийскими сербами Совет министров во главе с Миодрагом Симовичем. 12 августа 1992 года республика была переименована в Республику Сербскую.
|        | Портрет | Имя (годы жизни)                         | Полномочия     | Полномочия      | Партия                          | Кабинет | Пр.    |
| Начало | Портрет | Имя (годы жизни)                         | Окончание      |                 | Партия                          | Кабинет | Пр.    |
| ------ | ------- | ---------------------------------------- | -------------- | --------------- | ------------------------------- | ------- | ------ |
| С2     |         | Бранко Джерич (1948—) серб. Бранко Ђерић | 22 апреля 1992 | 12 августа 1992 | Сербская демократическая партия | Джерич  | [ 49 ] |

#### Республика Сербская (1992—1996)
12 августа 1992 года Республика Сербского Народа Боснии и Герцеговины была переименована в Республику Сербскую (серб. Република Српска). 5 октября 1996 года Республика Сербская была интегрирована как энтитет в квази-федеративную Боснию и Герцеговину.
|        | Портрет | Имя (годы жизни)                              | Полномочия      | Полномочия      | Партия                          | Кабинет       | Пр.           |
| Начало | Портрет | Имя (годы жизни)                              | Окончание       |                 | Партия                          | Кабинет       | Пр.           |
| ------ | ------- | --------------------------------------------- | --------------- | --------------- | ------------------------------- | ------------- | ------------- |
| (С2)   |         | Бранко Джерич (1948—) серб. Бранко Ђерић      | 12 августа 1992 | 20 января 1993  | Сербская демократическая партия | Джерич        | [ 49 ]        |
| С3     |         | Владимир Лукич (1933—) серб. Владимир Лукић   | 20 января 1993  | 18 августа 1994 | Сербская демократическая партия | Лукич         | [ 50 ] [ 51 ] |
| С4     |         | Душан Козич (1958—) серб. Душан Козић         | 18 августа 1994 | 17 декабря 1995 | Сербская демократическая партия | Козич         | [ 52 ]        |
| С5     |         | Райко Касагич (1942—) серб. Рајко Касагић     | 17 декабря 1995 | 18 мая 1996     | Сербская демократическая партия | Касагич       | [ 53 ]        |
| С6 (I) |         | Гойко Кличкович (1955—) серб. Гојко Кличковић | 18 мая 1996     | 5 октября 1996  | Сербская демократическая партия | Кличкович (I) | [ 54 ] [ 55 ] |

### Хорватская государственность в Боснии и Герцеговине (1991—1996)
Созданное в 1991 году Хорватское содружество Герцег-Босна, трансформированное в 1993 году в Хорватскую Республику Герцег-Босна, в программных документах или законодательных актах не ставило целью разделение Боснии и Герцеговины, в целом выступая за формирование федерации трёх республик по одной на каждый государствообразующий народ (сербов, хорватов и боснийцев).

#### Хорватское содружество Герцег-Босна (1991—1993)
18 ноября 1991 года партия Хорватское демократическое содружество Боснии и Герцеговины провозгласила Хорватское содружество Герцег-Босна (хорв. Hrvatske zajednice Herceg-Bosne) как отдельную «политическую, культурную, экономическую и территориальную целостность». 8 апреля 1992 года, на следующий день после провозглашения независимости Республики Сербского Народа Боснии и Герцеговины, был создан Хорватский совет обороны (хорв. Hrvatsko vijeće obrane), исполнительный и военный орган Содружества. 28 августа 1993 года Содружество было трансформировано в Хорватскую Республику Герцег-Босна, при этом до формирования её правительства 20 ноября 1993 года свои полномочия сохранял Совет обороны.
|        | Портрет | Имя (годы жизни)                           | Полномочия    | Полномочия      | Партия                                                      | Должность                                                                      | Пр.    |
| Начало | Портрет | Имя (годы жизни)                           | Окончание     |                 | Партия                                                      | Должность                                                                      | Пр.    |
| ------ | ------- | ------------------------------------------ | ------------- | --------------- | ----------------------------------------------------------- | ------------------------------------------------------------------------------ | ------ |
| Х1 (I) |         | Ядранко Прлич (1959—) хорв. Jadranko Prlić | 8 апреля 1992 | 28 августа 1993 | Хорватское демократическое содружество Боснии и Герцеговины | Президент Хорватского совета обороны хорв. Predsjednik Hrvatskog vijeća obrane | [ 58 ] |

#### Хорватская Республика Герцег-Босна (1993—1996)
28 августа 1993 года провозглашена Хорватская Республика Герцег-Босна (хорв. Hrvatska Republika Herceg-Bosna). 20 ноября 1993 года было сформировано её правительство президентом которого (хорв. predsjednik Vlade) стал возглавлявший Хорватский совет обороны Ядранко Прлич.
18 марта 1994 года было подписано Вашингтонское соглашение о прекращении огня между Герцег-Босной и Республикой Босния и Герцеговина, по которому на контролируемых сторонами территориях создавалась Федерация Боснии и Герцеговины, состоящая из 10 кантонов, организованных так, чтобы предотвратить преимущество какой-либо этнической группы. Полностью полномочия правительства республики были переданы Федерации 15 августа 1996 года, а 17 декабря 1996 года республика была формально расформирована.
|         | Портрет | Имя (годы жизни)                           | Полномочия     | Полномочия      | Партия                                                      | Кабинет  | Пр.    |
| Начало  | Портрет | Имя (годы жизни)                           | Окончание      |                 | Партия                                                      | Кабинет  | Пр.    |
| ------- | ------- | ------------------------------------------ | -------------- | --------------- | ----------------------------------------------------------- | -------- | ------ |
| Х1 (II) |         | Ядранко Прлич (1959—) хорв. Jadranko Prlić | 20 ноября 1993 | 16 июня 1996    | Хорватское демократическое содружество Боснии и Герцеговины | Прлич    | [ 58 ] |
| Х2      |         | Перо Маркович (?—?) хорв. Pero Marković    | 16 июня 1996   | 17 декабря 1996 | Хорватское демократическое содружество Боснии и Герцеговины | Маркович | [ 38 ] |

### Западная Босния (1993—1995)
Автономная область Западная Босния (босн. и сербохорв. Аутономна Покрајина Западна Босна / Autonomna Pokrajina Zapadna Bosna) была провозглашена 17 сентября 1993 года в объявленном её столицей городе Велика-Кладуша мусульманами, выступающими за сохранение Югославии и против правительства Алии Изетбеговича. Было создано правительство автономии, которое возглавил беспартийный хорват Златко Юшич. 
21 августа 1994 года её территория была занята Армией Республики Босния и Герцеговина, однако позже освобождена, что позволило 17 декабря 1994 года повторно провозгласить автономию области, а 26 июля 1995 года создать независимую Республику Западная Босния (босн. и сербохорв. Република Западна Босна / Republika Zapadna Bosna), но без возобновления работы правительства. Вскоре, 7 августа 1995 года, в ходе операции «Буря», проведённой совместно армиями Боснии и Герцеговины и Хорватии, Западная Босния была ликвидирована, как и союзная ей Сербская Краина.
|        | Портрет | Имя (годы жизни)                                                   | Полномочия       | Полномочия      | Партия      | Пр.    |
| Начало | Портрет | Имя (годы жизни)                                                   | Окончание        |                 | Партия      | Пр.    |
| ------ | ------- | ------------------------------------------------------------------ | ---------------- | --------------- | ----------- | ------ |
|        |         | Златко Юшич (1949—) босн. и сербохорв. Златко Jушић / Zlatko Jušić | 27 сентября 1993 | 21 августа 1994 | независимый | [ 60 ] |

### Федерация Боснии и Герцеговины (1994—1996)
18 марта 1994 года было подписано Вашингтонское соглашение о прекращении огня между Хорватской республикой Герцег-Босна и Республикой Босния и Герцеговина, по которому на контролируемой сторонами территории создавалась Федерация Боснии и Герцеговины (босн. и хорв. Federacija Bosne i Hercegovine, серб. Федерација Босне и Херцеговине), состоящая из 10 кантонов, организованных так, чтобы предотвратить преимущество какой-либо этнической группы.
30 марта 1994 года Учредительной скупщиной Федерации была утверждена её конституция, а 31 мая 1994 года — избраны президент и вице-президент Федерации, а полномочия первого правительства Федерации приняло на себя правительство Республики Босния и Герцеговина во главе (босн. Premijer Federacije Bosne i Hercegovine, хорв. Predsjednik Vlade Federacije Bosne i Hercegovine) с Харисом Силайджичем. Полноценное федеральное правительство было впервые сформировано только 31 января 1996 года. Полномочия правительства Герцег-Босны были окончательно переданы Федерации 15 августа 1996 года, а сама Герцег-Босна формально расформирована 17 декабря 1996 года. При этом государственные органы второго участника соглашения, Республики Боснии и Герцеговины, до 5 октября 1996 года сохраняли за собой международное признание для представления Боснии и Герцеговины в границах, существовавших до распада Югославии.
5 октября 1996 года Федерация Боснии и Герцеговины была интегрирована как энтитет в квази-федеративную Боснию и Герцеговину. 31 марта 2007 года Конституционный суд Боснии и Герцеговины постановил не соответствующим конституции использование герба Федерации Боснии и Герцеговины, верхняя часть которого включала геральдические эмблемы боснийских мусульман (жёлтая лилия на зелёном щите) и боснийских хорватов (красно-белая «шаховница»), нижняя часть — круг из звёзд, символизирующих 10 кантонов федерации.
|        | Портрет | Имя (годы жизни)                                            | Полномочия     | Полномочия     | Партия                           | Пр.    |
| Начало | Портрет | Имя (годы жизни)                                            | Окончание      |                | Партия                           | Пр.    |
| ------ | ------- | ----------------------------------------------------------- | -------------- | -------------- | -------------------------------- | ------ |
| Ф1     |         | Харис Силайджич (1945—) босн. и хорв. Haris Silajdžić       | 31 мая 1994    | 31 января 1996 | Партия демократического действия | [ 44 ] |
| Ф2     |         | Изудин Капетанович (1953—) босн. и хорв. Izudin Kapetanović | 31 января 1996 | 5 октября 1996 | Партия демократического действия | [ 63 ] |

## Босния и Герцеговина (с 1996)
Современная Босния и Герцеговина (босн. и хорв. Bosna i Hercegovina, серб. Босна и Херцеговина) является результатом Дейтонских соглашений (согласованных 21 ноября 1995 года на военной базе США в Дейтоне, штат Огайо, и подписанных 14 декабря 1995 года в Париже президентами Боснии и Герцеговины Алиёй Изетбеговичем, Сербии Слободаном Милошевичем и Хорватии Франьо Туджманом), завершивших межэтническую войну, и является правопреемником Республики Босния и Герцеговина, правительство которой, возглавляемое Хасаном Муратовичем, продолжало действовать в ней до формирования 3 января 1997 года кабинета, руководимого сопредседателями Харисом Силайджичем и Боро Бошичем.
Согласно конституции, принятой в виде приложения к Дейтонским соглашениям, страна состоит из Федерации Боснии и Герцеговины и Республики Сербской (двух энтитетов), а также находящегося под международным надзором округа Брчко.

### Сопредседатели Совета министров Боснии и Герцеговины (1997—2000)
До 6 июня 2000 года Совет министров Боснии и Герцеговины (босн. и хорв. Vijeće ministara Bosne i Hercegovine, серб. Савјет министара Босне и Херцеговине) возглавляли два сопредседателя (босн. и хорв. kopredsjedavajući, серб. копредседници) представлявшие оба энтитета (Федерацию Боснии и Герцеговины и Республику Сербскую).
|                                                                   | Портрет        | Имя (годы жизни)                                                                         | Полномочия     | Полномочия                     | Партия                          | Сопредседатели                | Выборы               | Кабинет              | Пр.                  |
| Начало                                                            | Портрет        | Имя (годы жизни)                                                                         | Окончание      |                                | Партия                          | Сопредседатели                | Выборы               | Кабинет              | Пр.                  |
| ----------------------------------------------------------------- | -------------- | ---------------------------------------------------------------------------------------- | -------------- | ------------------------------ | ------------------------------- | ----------------------------- | -------------------- | -------------------- | -------------------- |
| сопредседатель Совета министров от Федерации Боснии и Герцеговины |                |                                                                                          |                |                                |                                 |                               |                      |                      |                      |
| 19 (II)                                                           |                | Харис Силайджич (1945—) босн. и хорв. Haris Silajdžić, серб. Харис Силаjџић              | 3 января 1997  | 3 февраля 1999                 | За Боснию и Герцеговину         | Боро Бошич (см. № 21)         | 1996                 | Бошич-Силайджич      | [ 44 ] [ 64 ] [ 65 ] |
| 19 (II)                                                           | 3 февраля 1999 | Харис Силайджич (1945—) босн. и хорв. Haris Silajdžić, серб. Харис Силаjџић              | 6 июня 2000    | Светозар Михайлович (см. № 22) | За Боснию и Герцеговину         | 1998                          | Михайлович-Силайджич |                      | [ 44 ] [ 64 ] [ 65 ] |
| сопредседатели Совета министров от Республики Сербской            |                |                                                                                          |                |                                |                                 |                               |                      |                      |                      |
| 21                                                                |                | Боро Бошич (1950—) босн. и хорв. Boro Bosić, серб. Боро Бошић                            | 3 января 1997  | 3 февраля 1999                 | Сербская демократическая партия | Харис Силайджич (см. № 19/II) | 1996                 | Бошич-Силайджич      | [ 64 ]               |
| 22                                                                |                | Светозар Михайлович (1949—) босн. и хорв. Svetozar Mihajlović, серб. Светозар Михаjловић | 3 февраля 1999 | 6 июня 2000                    | Социалистическая партия         | Харис Силайджич (см. № 19/II) | 1998                 | Михайлович-Силайджич | [ 65 ]               |

### Председатели Совета министров Боснии и Герцеговины (с 2000)
С 6 июня 2000 года Совет министров Боснии и Герцеговины (босн. и хорв. Vijeće ministara Bosne i Hercegovine, серб. Савјет министара Босне и Херцеговине) возглавляет председатель (босн. и хорв. Predsjedavajući Vijeća ministara, серб. Предсједавајући Савјета министара), который назначается Президиумом Боснии и Герцеговины. Его назначение подлежит одобрению Палатой представителей, после чего председатель назначает других министров Совета.
|           | Портрет         | Имя (годы жизни)                                                                   | Полномочия      | Полномочия      | Партия                                                      | Выборы  | Кабинет              | Пр.                  |
| Начало    | Портрет         | Имя (годы жизни)                                                                   | Окончание       |                 | Партия                                                      | Выборы  | Кабинет              | Пр.                  |
| --------- | --------------- | ---------------------------------------------------------------------------------- | --------------- | --------------- | ----------------------------------------------------------- | ------- | -------------------- | -------------------- |
| 23        |                 | Спасое Тушевляк (1952—) босн. и хорв. Spasoje Tuševljak, серб. Спасоjе Тушевљак    | 6 июня 2000     | 18 октября 2000 | независимый                                                 | (1998)  | Тушевляк             | [ 66 ]               |
| 24        |                 | Мартин Рагуж (1958—) босн. и хорв. Martin Raguž, серб. Мартин Рагуж                | 18 октября 2000 | 22 февраля 2001 | Хорватское демократическое содружество Боснии и Герцеговины | 2000    | Рагуж                | [ 67 ] [ 68 ] [ 69 ] |
| 25        |                 | Божидар Матич (1937—2016) босн. и хорв. Božidar Matić, серб. Божидар Матић         | 22 февраля 2001 | 18 июля 2001    | Социал-демократическая партия Боснии и Герцеговины          | 2000    | Матич                | [ 70 ] [ 71 ]        |
| 26        |                 | Златко Лагумджия (1955—) босн. и хорв. Zlatko Lagumdžija, серб. Златко Лагумџија   | 18 июля 2001    | 15 марта 2002   | Социал-демократическая партия Боснии и Герцеговины          | 2000    | Лагумджия            | [ 72 ] [ 73 ] [ 74 ] |
| 27        |                 | Драган Микеревич (1955—) босн. и хорв. Dragan Mikerević, серб. Драган Микеревић    | 15 марта 2002   | 23 декабря 2002 | Партия демократического прогресса                           | 2000    | Микеревич            | [ 75 ] [ 76 ]        |
| 28        |                 | Аднан Терзич (1960—) босн. и хорв. Adnan Terzić, серб. Аднан Терзић                | 23 декабря 2002 | 11 января 2007  | Партия демократического действия                            | 2002    | Терзич               | [ 77 ]               |
| 29 (I—II) |                 | Никола Шпирич (1956—) босн. и хорв. Nikola Špirić, серб. Никола Шпирић             | 11 января 2007  | 20 февраля 2008 | Союз независимых социал-демократов                          | 2006    | Шпирич (I)           | [ 78 ] [ 79 ] [ 80 ] |
| 29 (I—II) | 20 февраля 2008 | Никола Шпирич (1956—) босн. и хорв. Nikola Špirić, серб. Никола Шпирић             | 12 января 2012  | Шпирич (II)     | Союз независимых социал-демократов                          | 2006    | [ 78 ] [ 79 ] [ 81 ] |                      |
| 29 (I—II) | 20 февраля 2008 | Никола Шпирич (1956—) босн. и хорв. Nikola Špirić, серб. Никола Шпирић             | 12 января 2012  | Шпирич (II)     | Союз независимых социал-демократов                          | 2010    | [ 78 ] [ 79 ] [ 81 ] |                      |
| 30        |                 | Вьекослав Беванда (1956—) босн. и хорв. Vjekoslav Bevanda, серб. Вјекослав Беванда | 12 января 2012  | 11 февраля 2015 | Хорватское демократическое содружество Боснии и Герцеговины | Беванда | [ 82 ] [ 83 ] [ 84 ] |                      |
| 31        |                 | Денис Звиздич (1964—) босн. и хорв. Denis Zvizdić, серб. Денис Звиздић             | 11 февраля 2015 | 5 декабря 2019  | Партия демократического действия                            | 2014    | Звиздич              | [ 85 ] [ 86 ] [ 87 ] |
| 32        |                 | Зоран Тегелтия (1961—) босн. и хорв. Zoran Tegeltija, серб. Зоран Тегелтија        | 5 декабря 2019  | 25 января 2023  | Союз независимых социал-демократов                          | 2018    | Тегелтия             | [ 88 ] [ 89 ] [ 90 ] |
| 33        |                 | Боряна Кришто (1961—) босн. и хорв. Borjana Krišto, серб. Борјана Кришто           | 25 января 2023  | действующий     | Хорватское демократическое содружество Боснии и Герцеговины | 2022    | Кришто               | [ 91 ] [ 92 ]        |

### Энтитеты в составе Боснии и Герцеговины
5 октября 1996 года Республика Сербская (серб. Република Српска, босн. и хорв. Republika Srpska), провозглашённая 12 августа 1992 года, и Федерация Боснии и Герцеговины (босн. и хорв. Federacija Bosne i Hercegovine, серб. Федерација Босне и Херцеговине), оформившаяся 31 мая 1994 года, были интегрированы как энтитеты в квази-федеративную Боснию и Герцеговину. 

#### Республика Сербская (с 1996)
По принятой 28 февраля 1992 года конституции республики Правительство Республики Сербской возглавляет его председатель (серб. Председник Владе). Состав правительства образует Народная скупщина с учётом национальных квот: министрами должны быть 8 сербов, 5 босняков и 3 хорвата. Глава правительства и два его заместителя должны представлять все три конституционных народа республики.
|             | Портрет         | Имя (годы жизни)                                                     | Полномочия      | Полномочия | Партия | Выборы         | Кабинет                 | Пр.                     |
| Начало      | Портрет         | Имя (годы жизни)                                                     | Окончание       | | Партия | Выборы         | Кабинет                 | Пр.                     |
| ----------- | --------------- | -------------------------------------------------------------------- | --------------- | --- | --- | -------------- | ----------------------- | ----------------------- |
| (С6) (I—II) |                 | Гойко Кличкович (1955—) серб. Гојко Кличковић                        | 5 октября 1996  | 27 ноября 1996 | Сербская демократическая партия | 1996           | Кличкович (I)           | [ 54 ] [ 55 ]           |
| (С6) (I—II) | 27 ноября 1996  | Гойко Кличкович (1955—) серб. Гојко Кличковић                        | 18 января 1998  | 1997 | Сербская демократическая партия | Кличкович (II) | [ 55 ] [ 95 ]           |                         |
| С7 (I)      |                 | Милорад Додик (1959—) серб. Милорад Додик                            | 18 января 1998  | 12 января 2001 | Союз независимых социал-демократов | 1998           | Додик (I)               | [ 96 ] [ 97 ] [ 98 ]    |
| С8          |                 | Младен Иванич (1958—) серб. Младен Иванић                            | 12 января 2001  | 17 января 2003 | Партия демократического прогресса | 2000           | Иванич                  | [ 99 ] [ 100 ] [ 101 ]  |
| С9          |                 | Драган Микеревич (1955—) серб. Драган Микеревић                      | 17 января 2003  | 15 февраля 2005 | Партия демократического прогресса | 2002           | Микеревич               | [ 102 ] [ 103 ]         |
| С10         |                 | Петар Букейлович (1946—) серб. Петар Букејловић                      | 15 февраля 2005 | 28 февраля 2006 | Сербская демократическая партия | 2002           | Букейлович              | [ 104 ]                 |
| С7 (II—III) |                 | Милорад Додик (1959—) серб. Милорад Додик                            | 28 февраля 2006 | 30 ноября 2006 | Союз независимых социал-демократов | 2006           | Додик (II)              | [ 97 ] [ 105 ] [ 98 ]   |
| С7 (II—III) | 30 ноября 2006  | Милорад Додик (1959—) серб. Милорад Додик                            | 15 ноября 2010  | Додик (III) | Союз независимых социал-демократов | 2006           | [ 97 ] [ 98 ] [ 106 ]   |                         |
| и. о.       |                 | Антон Касипович (1956—) хорв. Anton Kasipović, серб. Антон Касиповић | 15 ноября 2010  | Додик (III) | Союз независимых социал-демократов | 2006           | 29 декабря 2010         | [ 106 ] [ 107 ]         |
| С11         |                 | Александар Джомбич (1968—) серб. Александар Џомбић                   | 29 декабря 2010 | 12 марта 2013 | Союз независимых социал-демократов в коалиции с Социалистической партией и Хорватским демократическим содружеством Боснии и Герцеговины                                                       | 2010           | Джомбич                 | [ 108 ]                 |
| С12 (I—II)  |                 | Желька Цвиянович (1967—) серб. Жељка Цвијановић                      | 12 марта 2013   | 18 декабря 2014 | Союз независимых социал-демократов в коалиции с Социалистической партией, Демократическим народным союзом и Хорватским демократическим содружеством Боснии и Герцеговины                      | 2010           | Цвиянович (I)           | [ 109 ] [ 110 ] [ 111 ] |
| С12 (I—II)  | 18 декабря 2014 | Желька Цвиянович (1967—) серб. Жељка Цвијановић                      | 15 ноября 2018  | 2014 | Союз независимых социал-демократов в коалиции с Социалистической партией, Демократическим народным союзом и Хорватским демократическим содружеством Боснии и Герцеговины                      | Цвиянович (II) | [ 110 ] [ 112 ] [ 111 ] |                         |
| и. о.       |                 | Сребренка Голич (1958—) серб. Сребренка Голић                        | 15 ноября 2018  | 2014 | Союз независимых социал-демократов в коалиции с Социалистической партией, Демократическим народным союзом и Хорватским демократическим содружеством Боснии и Герцеговины                      | Цвиянович (II) | 18 декабря 2018         | [ 112 ] [ 113 ]         |
| С13 (I—II)  |                 | Радован Вишкович (1964—) серб. Радован Вишковић                      | 18 декабря 2018 | 21 декабря 2022 | Союз независимых социал-демократов в коалиции с Социалистической партией, Демократическим народным союзом, Демократическим союзом, Объединённой Сербской и Народным демократическим движением | 2018           | Вишкович (I)            | [ 114 ] [ 115 ]         |
| С13 (I—II)  | 21 декабря 2022 | Радован Вишкович (1964—) серб. Радован Вишковић                      | действующий     | Союз независимых социал-демократов в коалиции с Социалистической партией, Демократическим союзом, Объединённой Сербской, Народной партией Сербской и Движением за государство | 2022 | Вишкович (II)  |                         | [ 114 ] [ 115 ]         |

#### Федерация Боснии и Герцеговины (с 1996)
Правительство Федерации Боснии и Герцеговины возглавляет председатель правительства (или премьер, босн. premijer Federacije Bosne i Hercegovine, хорв. predsjednik Vlade Federacije Bosne i Hercegovine, серб. председник Владе Федерације Босне и Херцеговине). Правительственные учреждения работают в Сараево (основные) и Мостаре. Состав правительства из главы и 16 министров формирует Президент Федерации Боснии и Герцеговины с одобрения двух (до 2003 года одного) вице-президентов с учётом национальных квот: министрами должны быть 8 босняков, 5 хорватов и 3 серба. Из числа министров назначаются два заместителя председателя правительства, вместе с главой представляющие три конституционных народа федерации. Состав правительства подлежит утверждению Палатой представителей Парламента федерации.
|         | Портрет | Имя (годы жизни)                                                 | Полномочия      | Полномочия      | Партия                                                      | Кабинет     | Пр.             |
| Начало  | Портрет | Имя (годы жизни)                                                 | Окончание       |                 | Партия                                                      | Кабинет     | Пр.             |
| ------- | ------- | ---------------------------------------------------------------- | --------------- | --------------- | ----------------------------------------------------------- | ----------- | --------------- |
| (Ф2)    |         | Изудин Капетанович (1945—) босн. и хорв. Izudin Kapetanović      | 5 октября 1996  | 18 декабря 1996 | Партия демократического действия                            | Капетанович | [ 63 ]          |
| Ф3      |         | Эдхем Бичакчич (1952—) босн. и хорв. Edhem Bičakčić              | 18 декабря 1996 | 11 января 2001  | Партия демократического действия                            | Бичакчич    | [ 62 ]          |
| и. о.   |         | Драган Чович (1956—) босн. и хорв. Dragan Čović                  | 11 января 2001  | 2 марта 2001    | Хорватское демократическое содружество Боснии и Герцеговины | Бичакчич    | [ 117 ]         |
| Ф4      |         | Алия Бехмен (1940—2018) босн. и хорв. Alija Behmen               | 2 марта 2001    | 14 февраля 2003 | Социал-демократическая партия Боснии и Герцеговины          | Бехмен      | [ 118 ]         |
| Ф5 (I)  |         | Ахмет Хаджипашич (1952—2008) босн. и хорв. Ahmet Hadžipašić      | 14 февраля 2003 | 22 марта 2007   | Партия демократического действия                            | Хаджипашич  | [ 119 ] [ 120 ] |
| Ф6 (I)  |         | Неджад Бранкович (1962—) босн. и хорв. Nedžad Branković          | 22 марта 2007   | 23 марта 2007   | Партия демократического действия                            | Хаджипашич  | [ 121 ]         |
| Ф5 (II) |         | Ахмет Хаджипашич (1952—2008) босн. и хорв. Ahmet Hadžipašić      | 23 марта 2007   | 30 марта 2007   | Партия демократического действия                            | Хаджипашич  | [ 119 ] [ 120 ] |
| Ф6 (II) |         | Неджад Бранкович (1962—) босн. и хорв. Nedžad Branković          | 30 марта 2007   | 27 мая 2009     | Партия демократического действия                            | Бранкович   | [ 121 ]         |
| и. о.   |         | Вьекослав Беванда (1956—) босн. и хорв. Vjekoslav Bevanda        | 27 мая 2009     | 25 июня 2009    | Хорватское демократическое содружество Боснии и Герцеговины | Бранкович   |                 |
| Ф7      |         | Мустафа Муезинович (1954—2019) босн. и хорв. Mustafa Mujezinović | 25 июня 2009    | 17 марта 2011   | Партия демократического действия                            | Муезинович  | [ 122 ]         |
| Ф8 (I)  |         | Нермин Никшич (1960—) босн. и хорв. Nermin Nikšić                | 17 марта 2011   | 1 апреля 2015   | Социал-демократическая партия Боснии и Герцеговины          | Никшич (I)  | [ 123 ] [ 124 ] |
| Ф9      |         | Фадил Новалич (1959—) босн. и хорв. Fadil Novalić                | 1 апреля 2015   | 28 апреля 2023  | Партия демократического действия                            | Новалич     | [ 125 ] [ 126 ] |
| Ф8 (II) |         | Нермин Никшич (1960—) босн. и хорв. Nermin Nikšić                | 28 апреля 2023  | действующий     | Социал-демократическая партия Боснии и Герцеговины          | Никшич (II) | [ 123 ] [ 124 ] |